# Listă de peșteri din Serbia
Aceasta este o listă de peșteri din Serbia:
- Balanica
- Brežđe
- Pećinska crkva
- Peștera din Gabrovnica
- Peștera Cerje
- Mănăstirea Crna Reka[1]
- Peștera Degurić
- Peștera Hadži-Prodan
- Kađenica
- Peștera Lazareva
- Pešturina
- Peștera Petnica
- Peștera lui Rajko
- Peștera Resava
- Peștera Risovača

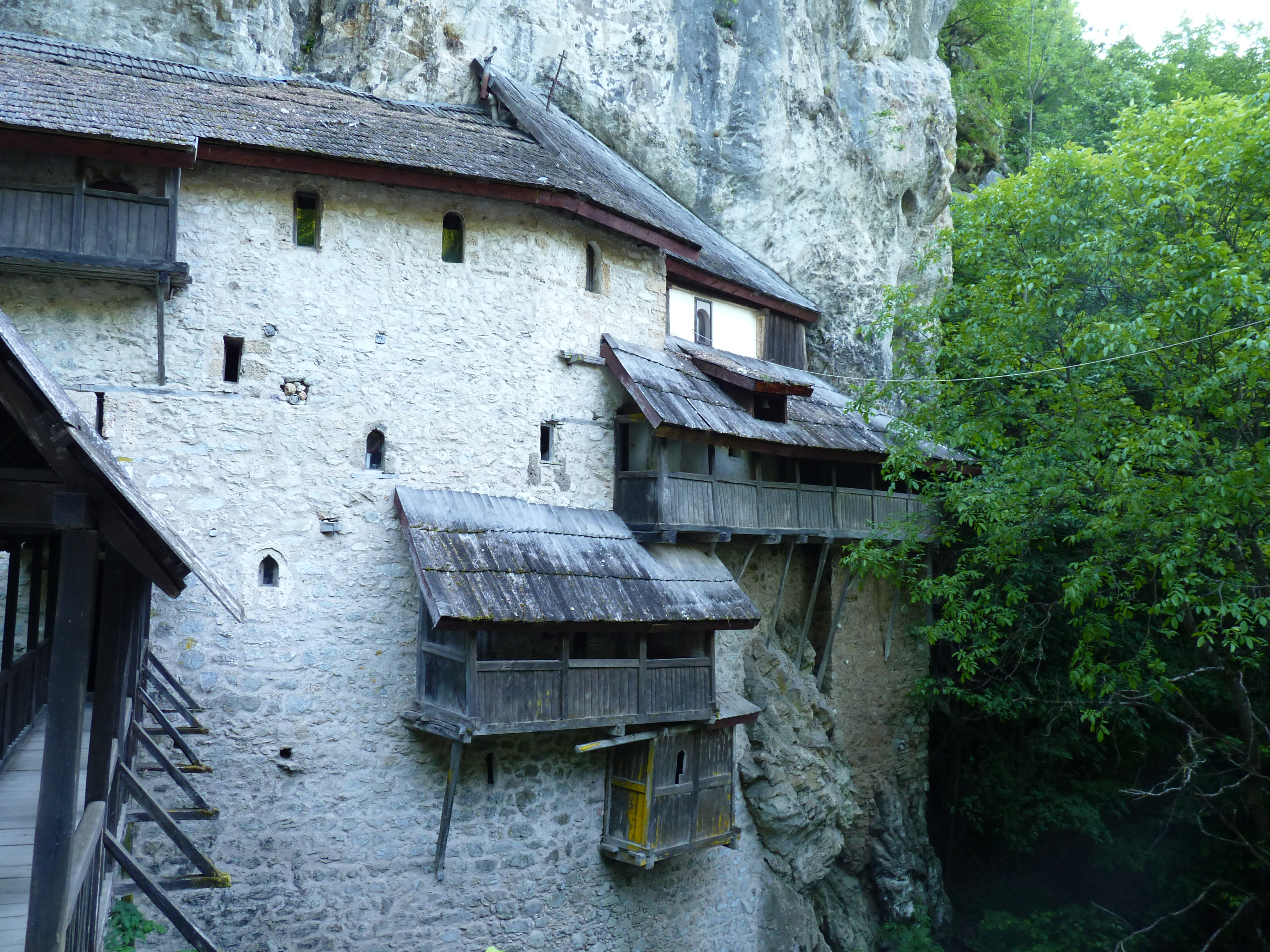
Crna Reka

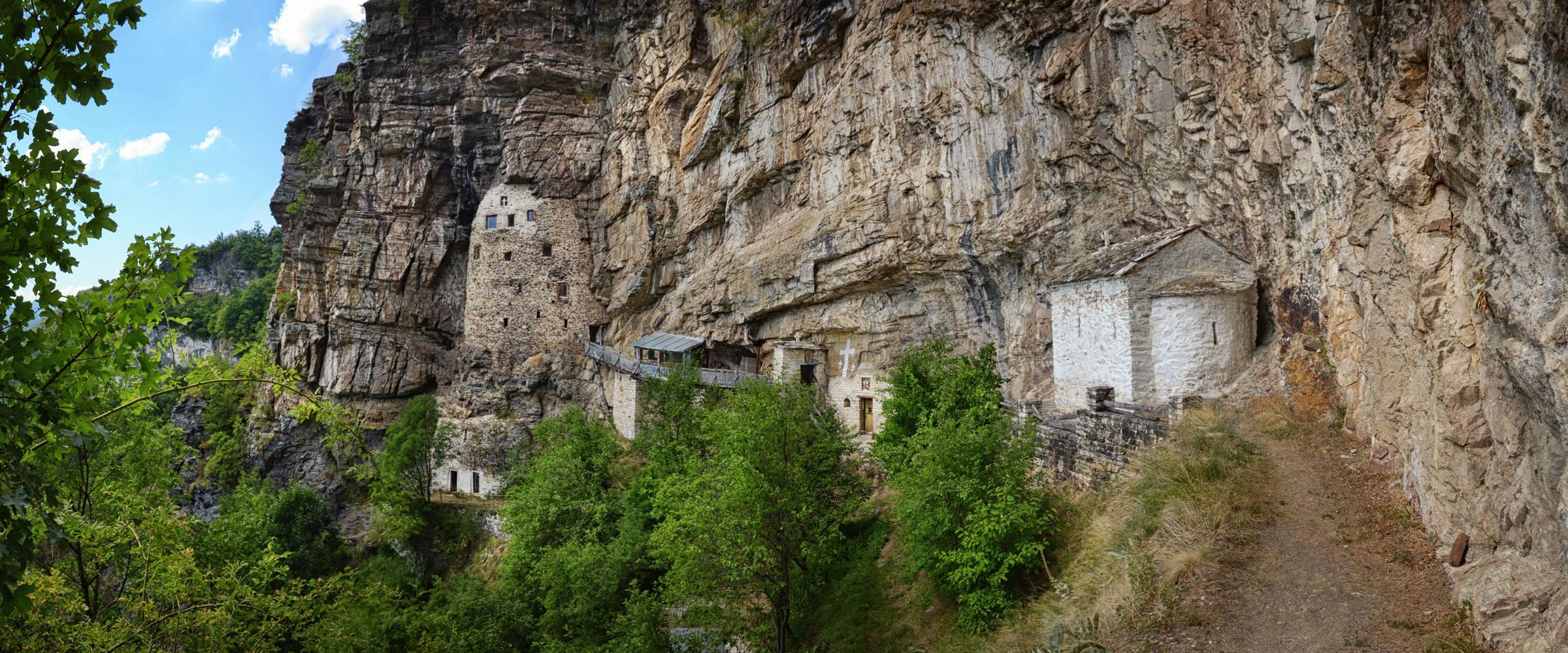
Gornja Savina Isposnica

- Mănăstirea Savina (Serbia) sau Gornja Savina Isposnica[2]
- Stopića Cave